# Procecidochares grindeliae
Procecidochares grindeliae es una especie de insecto del género Procecidochares de la familia Tephritidae del orden Diptera.
 Aldrich la describió en 1929.
Se encuentra en Estados Unidos.